# クッキー・フォーチュン
クッキー・フォーチュン（Cookie's Fortune）は1999年制作のアメリカ映画。
アメリカ南部のとある田舎町を舞台に、一人の老女の自殺を切っ掛けに起こるちょっとした騒動を、時に滑稽さを混ぜて描いた作品。

## ストーリー
これは、アメリカの南部のとある小さな田舎町の出来事である。
この町の一軒家で暮らしている、一人暮らしの女性ジュエル、通称クッキーは今は無き彼女の夫を大切に思い続ける老女であった。そんな彼女の家の中には何丁もの拳銃が飾られており、時折出入りするウィリスがそれを磨いて手入れしていた。それらの拳銃はギャンブラーであったクッキーの亡き夫がギャンブルで負かした相手から巻き上げた「戦利品」であり、夫に由来する「思い出の品」であった。だが、ウィリスが去った後でクッキーは不意にあることを思いつき、夫の遺産である拳銃を手に取るとベッドの上に横たわり、頭に枕を押し当てた状態で拳銃で頭を撃って自殺する。それは、亡き夫を大切に思い続けていたクッキーが夫の元へと行くための、愛ゆえの自殺であった。
ところが、それからしばらくして彼女の姪であるカミールが妹のコーラと共にクッキーの家にやって来たところで、挨拶をしても何の返事が無いことに不信感を抱いて家を調べてクッキーの遺体を見つけるや状況は大きく変わる。欲が深くて見栄っ張りなカトリック信者のカミールにとって、カトリックの教義において自殺が禁じられた行為であるという事から彼女はクッキーの自殺が公になれば姪である自分の面子が潰れると思い込み、「ウチの人間に自殺をする者はいない。これは殺人事件よ」とコーラを強引に巻きこんで、クッキーが自殺前に遺していた遺書を処分し、自殺に使った拳銃を庭に捨てて他殺に偽装した結果、町中は突如として起こった「殺人事件」によってパニックに陥る。
「第一発見者」のカミールとコーラがクッキーの家にやって来る前に、家にやって来た人物という理由で、ウィリスに殺人容疑がかかり逮捕されるが、コーラの娘・エマの恋人で、ウィリスの釣り仲間でもある保安官のジェイソンは彼の無実を信じており、他の住民もウィリスが犯人とは思っていなかった。特にエマはウィリスの逮捕に対する抗議から自分も彼と同じく留置場に入ると言い出し、その意を受け入れられて留置場送りとなるが、これには恋人のジェイソンとの逢瀬をするというためという一面もあった。
その一方、カミールはクッキーの死を「不名誉な自殺ではなく殺人事件」として偽装するのに成功したことに満足するだけでなく、クッキーには子供がいなかったことから姪である自分が彼女の財産を相続できるという状況を喜ぶ。だが、カミールが銃を捨てたところを目撃したという証言から、一転してカミールに容疑がかかり、彼女は町のイベントで上演予定の演劇のリハーサル中に保安官たちの手で連行されていき、この時自宅の鍵をカミールが持っていたままだったためコーラは帰宅しても家に入れず、鍵のかかった扉の前で一晩中座り込む羽目になる。一方カミールは自分がクッキー殺しの犯人に疑われたことで厳しく追及され、次第に今の状況が自殺を知った当初恐れていた「身内に自殺者が出たことで、面子が潰れて皆の笑い者になる」とは比較にもならない瀬戸際にあることを実感し、次第にその心は揺らいでいく。そしてとうとう、カミールはクッキーの死は自殺であると自白し、死体発見時に同行していたコーラが証人だと説明するも、今までずっと自分を振り回し続けてきた姉の横暴さにすっかりうんざりしていたコーラは彼女の前で、「ウチの人間に自殺をする者はいない。これは殺人事件よ」と虚偽の証言をし、カミールの無実は証明不可能となる。さらに、クッキーが生前に遺していた、財産の相続に関する遺書が発見され、カミールが相続すると思っていたクッキーの財産は実はクッキーの亡き夫の親類であると遺書に記されていたウィリスに渡ることが決定する。クッキーの財産を手にする術を失い、本当は無実である殺人の容疑を晴らすことも出来なくなって絶望したカミールは留置所のベッドの上で、枕を顔に押し当てて窒息自殺した。
そしてカミールの「正真正銘の、本物の自殺」をきっかけに、それまで長年にわたって隠されていた意外な真実が露見する。カミールの検視報告書に書かれていた血液型は珍しいものであったのだが、それがエマと同じであったことに彼女は驚く。エマはこれまで、自分はコーラが行きずりの男性との間に出来た娘だと教えられ、かつ自分とコーラがどちらも同じ血液型であるとされていたのだが、実はカミールこそがエマの「本当の母親」であった。エマの出生の真相は若き日のカミールが若気の至りから行きずりの男性と関係を持って生んだ婚外子であったのを、面子を気にする見栄っ張りのカミールがそれらを全て強引にコーラに押し付けたものであった。
何はともあれ、平穏さを取り戻した町の一角ではウィリスと釣り仲間、そして出生の真相を知っても落ち込むことなくいつもの調子のエマがのんびりと釣りをするのであった。

## キャスト
| 役名                                       | 俳優                    | 日本語吹替 |
| ------------------------------------------ | ----------------------- | ---------- |
| カミール・ディクソン                       | グレン・クローズ        | 宮寺智子   |
| エマ・デュバル                             | リヴ・タイラー          | 湯屋敦子   |
| コーラ・デュバル                           | ジュリアン・ムーア      | 唐沢潤     |
| ジェイソン・ブラウン                       | クリス・オドネル        | 森川智之   |
| ウィリス・リッチランド                     | チャールズ・S・ダットン |            |
| ジュエル・メイ・オルカット（通称クッキー） | パトリシア・ニール      |            |
| ボイル保安官                               | ネッド・ビーティ        |            |
| タッカー警部                               | コートニー・B・ヴァンス |            |
| ジャック・パーマー弁護士                   | ドナルド・モファット    |            |
| マーニー・フッド                           | ライル・ラヴェット      |            |

## 評価
レビュー・アグリゲーターのRotten Tomatoesでは58件のレビューで支持率は86%、平均点は7.50/10となった。Metacriticでは28件のレビューを基に加重平均値が70/100となった。